# Chile en los Juegos Paralímpicos de Atlanta 1996
La participación de Chile en los Juegos Paralímpicos de Atlanta 1996 fue la segunda actuación paralímpica de ese país, oficialmente organizada por la Federación Paralímpica de Chile (FEPARACHILE). La delegación chilena estuvo compuesta de 2 deportistas, ambos hombres, que compitieron en 2 de los 20 deportes reconocidos por el Comité Paralímpico Internacional en esos Juegos Paralímpicos.

## Deportistas
Los deportistas chilenos que participaron en Atlanta 1996 fueron:
| - Halterofilia (1): Víctor Valderrama (potencia) | - Natación (1): Gabriel Vallejos Contreras |

## Detalle por deporte

### Halterofilia
Levantamiento de potencia
| Atleta            | Evento            | Total | Lugar |
| ----------------- | ----------------- | ----- | ----- |
| Víctor Valderrama | Masculino 67,5 kg | nmr   | nmr   |

### Natación
Masculino
| Atleta                     | Evento           | Preliminares | Preliminares | Final     | Final     |
| Atleta                     | Evento           | Tiempo       | Lugar        | Tiempo    | Lugar     |
| -------------------------- | ---------------- | ------------ | ------------ | --------- | --------- |
| Gabriel Vallejos Contreras | 50 m mariposa S3 | -            | -            | 1:29.03   | 4.º       |
| Gabriel Vallejos Contreras | 50 m espalda S3  | 1:11.91      | 7.º          | 1:10.95   | 7.º       |
| Gabriel Vallejos Contreras | 50 m braza SB2   | 1:21.12      | 8.º          | 1:15.94   | 8.º       |
| Gabriel Vallejos Contreras | 50 m libres S3   | 1:10.53      | 10.º         | Eliminado | Eliminado |